# Луйк, Вийви
Ви́йви Луйк (эст. Viivi Luik; род. 6 ноября 1946, Тянассильма, Харьюмаа) — эстонская писательница и поэтесса. Заслуженный писатель Эстонской ССР (1986).

## Образование
Вийви Луйк родилась 6 ноября 1946 года в деревне Тянассилма в семье служащего. Училась в начальной школе деревни Тянассилма, в средней школе деревни Калме (Тартумаа)Кале (волость Рынгу) и в Таллинской заочной средней школе. С 1965 по 1967 год работала в Таллине библиотекарем и архивариусом. С 1967 года она живёт там и работает профессиональной писательницей, не считая периодов длительного пребывания в зарубежных странах (Финляндия, Германия, Латвия, Швеция). В 1990-е годы получала различные стипендии на литературную деятельность.
Лауреат Литературной премии Эстонской ССР имени Юхана Смуула (1976, 1977, 1983, 1986).
Лауреат Национальных премий Эстоний в области культуры (1992, 2011, 2019).

## Поэзия
Уже в 1962 году первые стихи Вийви Луйк были опубликованы в районной газете. В 1965 году в кассете «Молодые авторы 1964» вышел её первый сборник стихов «Pilvede püha» («Праздник облаков»). За ним последовало множество других сборников. С 1970 года является членом Союза писателей Эстонии. К сорока годам она написала около 400 стихотворений.
В 1988 году ей была присуждена литературная премия Эстонской ССР имени Юхана Смуула. В 1992 году она получила Эстонскую государственную премию в области культуры.

## Проза
Весной 1985 года вышел её дебютный лирико-психологический роман «Seitsmes rahukevad» («Седьмая мирная весна»), в котором проникновенным языком описывается детство в период сталинизма. Роман был переведён более чем на 10 языков и сделал писательницу известной далеко за пределами Эстонии. Спустя шесть лет Вийви Луйк выпустила свой второй роман — «Ajaloo ilu» («Красота истории»). Этот роман посвящён реакции молодой эстонской интеллигенции на события Пражской весны 1968 года.

## Личная жизнь
С 1974 года Вийви Луйк замужем за эстонским писателем и политиком Яаком Йыэрюйтом (род. 1947).

## Произведения
Вийви Луйк опубликовала 10 сборников стихов, 3 романа, а также является автором эссе, радиопостановок и детских книг.
- «Pilvede püha» (сборник стихов, 1965)
- «Taevaste tuul» (сборник стихов, 1966)
- «Hääl» (сборник стихов, 1968)
- «Lauludemüüja» (сборник стихов, 1968)
- «Ole kus sa oled» (сборник стихов, 1971)
- «Pildi sisse minek» (сборник стихов, 1973)
- «Leopold» (детская книга, 1974)

На русском: «Леопольд» (1978)
- «Salamaja piir» (рассказ, 1974)
- «Vaatame mis Leopold veel räägib» (детская книга, 1974)
- «Põliskevad» (сборник стихов, 1975)
- «Leopold aitab linnameest» (детская книга, 1976)
- «Luulet 1962—1974» (антология, 1977)
- «Maapäälsed asjad» (сборник стихов, 1978)
- «Tubased lapsed» (детская книга, 1979)

На русском: «Домашние дети» (1985)
- «Rängast rõõmust» (сборник стихов, 1982)
- «Kõik lood Leopoldist» (детская книга, 1984)

На русском: «Все рассказы о Леопольде» (1984)
- «Seitsmes rahukevad» (роман, 1985)

На русском: «Седьмая мирная весна» (1988)
- «Kolmed tähed» (детская книга, 1987)
- «Ajaloo ilu» (роман, 1991)

На русском: «Красота истории» (1992)
- «Inimese kapike» (эссе, 1998)
- «Maa taevas: luulet 1962—1990» (антология, 1998)
- «Elujoon: valitud luuletused 1962—1997» (антология, 2005)
- «Kõne koolimaja haual. Artiklid ja esseed 1998—2006» (эссе, 2006)
- «Varjuteater» (роман, 2010)
- «Ma olen raamat» (эссе, 2010); совм. с Хеди Росма